# VIA Apollo Pro
Die VIA Apollo Pro Serie von VIA Technologies ist eine Familie von Chipsätzen für PC-Hauptplatinen. Diese Chipsätze sind geeignet für Prozessoren von Intel mit dem P6-Busprotokoll. Die Chipsätze sind alle für symmetrische Multiprozessorsysteme tauglich, allerdings wurde dies erst am Apollo Pro 133 A genutzt.

## Namensgebung
Die VIA Apollo Pro Serie steht in der Tradition der älteren VIA Apollo-Serie und führt diese Chipsätze für andere Prozessoren fort. Der erste Chipsatz dieser Serie wurde noch als „Apollo P6“ bezeichnet, besitzt jedoch die gleichen Merkmale wie die späteren „Apollo Pro“ Chipsätze und wird in diesem Artikel mit behandelt.

## Erfolge
Da Intel sich entschloss, auf im Vergleich zu PC-133 SDRAM deutlich höherpreisigen Rambus-Speicher zu setzen, nutzte VIA Technologies diese Entscheidung aus und konnte erfolgreich den VIA Apollo Pro133A als günstigere Alternative zum i820 im Markt etablieren. Dieser Chipsatz wurde von den Mainboardherstellern sehr häufig eingesetzt, da er relativ günstige, aber dennoch schnelle Hauptplatinen für den Sockel 370 ermöglichte. Dieser Verkaufserfolg ermöglichte VIA Technologies später, die ebenfalls erfolgreiche VIA KT-Serie umzusetzen.

## Modelle
(Quelle:)

### VIA Apollo P6
Der VIA Apollo P6 war VIAs erster Chipsatz für das P6-Busprotokoll und wurde ursprünglich für den Pentium Pro entwickelt. Da VIA keine Lizenz für dieses Busprotokoll besaß und die Leistung dieses Chipsatzes auch nicht überzeugen konnte, fand er kaum Beachtung und erlangte keinerlei Marktbedeutung. Die Northbridge war noch nicht in den Chipsatz integriert und so bestand er noch, wie der Apollo VP/VPX, aus zwei Chips. Allerdings konnte man mit ihm theoretisch bereits Multiprozessorsysteme realisieren.

### VIA Apollo Pro
Eine stark modernisierte Version des Apollo P6 wurde mit Erscheinen des Pentium II als VIA Apollo Pro auf den Markt gebracht. Dieser Chipsatz bestand nur noch aus einem Chip und war bereits für eine Front-Side-Bus-Frequenz von 100 MHz spezifiziert. Damit war er bereits für alle CPUs der zweiten Pentium-II-Generation mit dem Codenamen Deschutes vorbereitet.

### VIA Apollo Pro+
Der VIA Apollo Pro+ war eine überarbeitete Version des Apollo Pro, bei der einige Fehler und Performance-Probleme beseitigt wurden. Die bedeutendsten Verbesserungen fanden dabei am Speicher-Controller statt.

### VIA Apollo Pro 133
Eine weitere Verbesserung erhielt dann der Speichercontroller des VIA Apollo Pro 133 und unterstützte nun auch erstmals PC-133 SDRAM. Allerdings war der Speichercontroller nach wie vor effektiv langsamer als vergleichbare Intel-Chipsätze.

### VIA Apollo Pro 133A

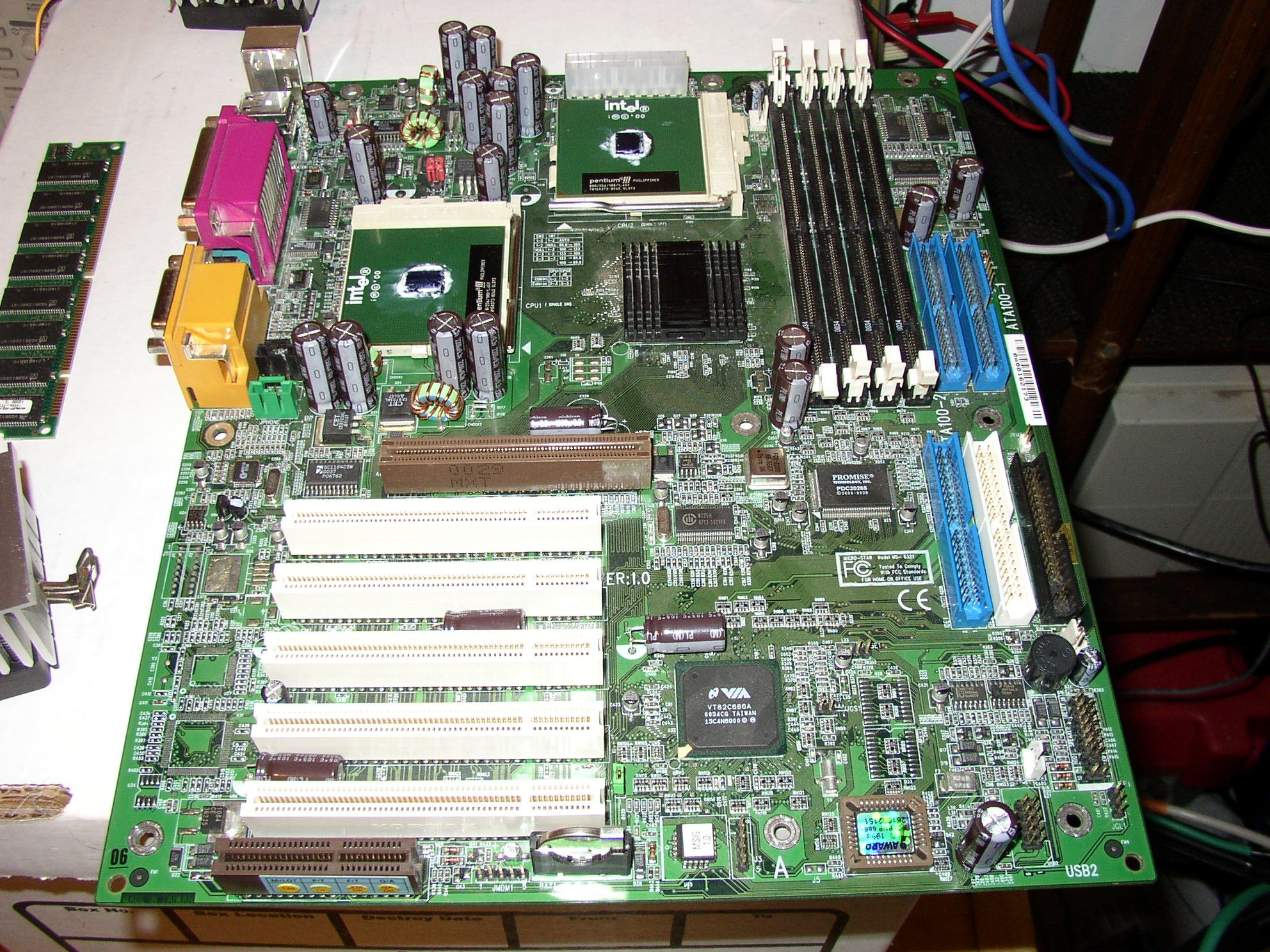
Dual Sockel 370 Mainboard von MSI mit VIA Apollo Pro 133A

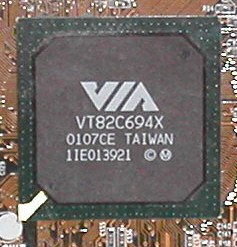
Apollo Pro 133 A Northbridge

Mit dem VIA Apollo Pro 133A kam der Durchbruch der Apollo Pro Serie, da nun die Geschwindigkeit erstmals ausreichte, um zum erfolgreichen Intel 440BX aufzuschließen. Mit einem nochmals überarbeiteten Speichercontroller und AGP 4x wurde der Apollo Pro133A (auch bekannt als VT82C694X) eine der erfolgreichsten und verbreitetsten Chipsätze von VIA Technologies. Auch wurden nun erstmals Multiprozessorsysteme auf Basis eines VIA Chipsatzes realisiert.

### VIA Apollo Pro 133T
Da Intel bei den Pentium-III-Prozessoren mit Tualatin-Kern die Pegel des Busprotokolls leicht veränderte, wurde eine neue Revision des Apollo Pro133A nötig, der als VIA Apollo Pro 133T verkauft wurde. Ansonsten gibt es keine gravierenden Unterschiede.

### VIA Apollo Pro 266
Der VIA Apollo Pro 266 war ein Schwestermodell des VIA KT266(A) und der Versuch, DDR-SDRAM auch für den Sockel 370 zu etablieren. Allerdings konnten die Prozessoren mit dem auf 133 MHz begrenzten Busprotokoll keinen Nutzen aus der hohen Speichertransferrate ziehen, so dass die Geschwindigkeitsverbesserungen nicht spürbar und auch kaum messbar waren. Der spätere CLE266 führte den ersten Versuch des Apollo Pro 266 fort.

### VIA Apollo Pro 266T
Wie beim Apollo Pro 133 A, wurde auch beim Apollo Pro 266 eine überarbeitete Version erforderlich, als Intel die GTL-Pegel des P6-Busprotokolls veränderte. Diese Version wurde dann als VIA Apollo Pro 266T verkauft bzw. ersetzte den Apollo Pro 266 komplett.

## Modellübersicht
|                      | Name der Northbridge | Front Side Bus | Speichercontroller               | max. Speichergröße | AGP- Kompatibilität | Southbridge- Verbindung |
| -------------------- | -------------------- | -------------- | -------------------------------- | ------------------ | ------------------- | ----------------------- |
| Apollo P6 (VT82C680) | VT82C685, VT82C687   | 066 MHz GTL+   | Single-Channel FPM- / EDO-RAM    | 1 GB               | 1.0 (1×, 2×)        | PCI                     |
| Apollo Pro           | VT82C691, VT82C692BX | 100 MHz GTL+   | Single-Channel SDR-SDRAM PC-100  | 1 GB               | 1.0 (1×, 2×)        | PCI                     |
| Apollo Pro+          | VT82C693             | 100 MHz GTL+   | Single-Channel SDR-SDRAM PC-100  | 1 GB               | 1.0 (1×, 2×)        | PCI                     |
| Apollo Pro 133       | VT82C693A            | 133 MHz GTL+   | Single-Channel SDR-SDRAM PC-133  | 2 GB               | 1.0 (1×, 2×)        | PCI                     |
| Apollo Pro 133 A     | VT82C694X            | 133 MHz GTL+   | Single-Channel SDR-SDRAM PC-133  | 2 GB               | 2.0 (1×, 2×, 4×)    | PCI                     |
| Apollo Pro 133T      | VT82C694T            | 133 MHz GTL+   | Single-Channel SDR-SDRAM PC-133  | 2 GB               | 2.0 (1×, 2×, 4×)    | PCI                     |
| Apollo Pro 266       | VT8633               | 133 MHz GTL+   | Single-Channel DDR-SDRAM PC-2100 | 4 GB               | 2.0 (1×, 2×, 4×)    | 4× V-Link               |
| Apollo Pro 266T      | VT8633T              | 133 MHz GTL+   | Single-Channel DDR-SDRAM PC-2100 | 4 GB               | 2.0 (1×, 2×, 4×)    | 4× V-Link               |